# Hozain
L'Hozain est une rivière française qui coule dans le département de l'Aube. C'est un affluent direct de la Seine en rive gauche.

## Géographie
L'Hozain naît sur le territoire de la commune de Lantages, dans le département de l'Aube à 25 kilomètres au sud-est de Troyes, dans une région verdoyante et boisée située au sud-est de la forêt domaniale de Rumilly. La rivière se dirige d'abord droit vers le nord, en direction de la Seine. Arrivée dans la localité de Rumilly-lès-Vaudes, elle effectue un léger coude en direction du nord-ouest et commence à couler parallèlement à la Seine en direction de Troyes. Elle finit par se jeter dans la Seine entre Bréviandes et Buchères, communes de la proche banlieue de Troyes, situées au sud-est de cette dernière (en amont sur le fleuve).

### Affluents
Son affluent principal est la Mogne - de 16,6 km - qui lui donne ses eaux entre Moussey et Isle-Aumont.
Plus haut elle a un affluent de débit mineur, qui néanmoins fait une grande contribution au cours d'eau le plus long ; moins de deux kilomètres depuis sa source, elle reçoit la Marve (SANDRE F0701000), un ruisseau de 20,1 km de longueur.

## Communes et cantons traversés
L'Hozain traverse les communes de Lantages, Rumilly-lès-Vaudes, Montceaux-lès-Vaudes, Vaudes, Cormost, les Bordes-Aumont, Saint-Thibault, Isle-Aumont, Moussey, Buchères et Bréviandes.
En termes de canton, l'Hozain prend sa source dans le canton de Chaource, traverse le canton de Bar-sur-Seine et le canton de Bouilly et conflue avec la Seine dans le canton de Troyes-7.

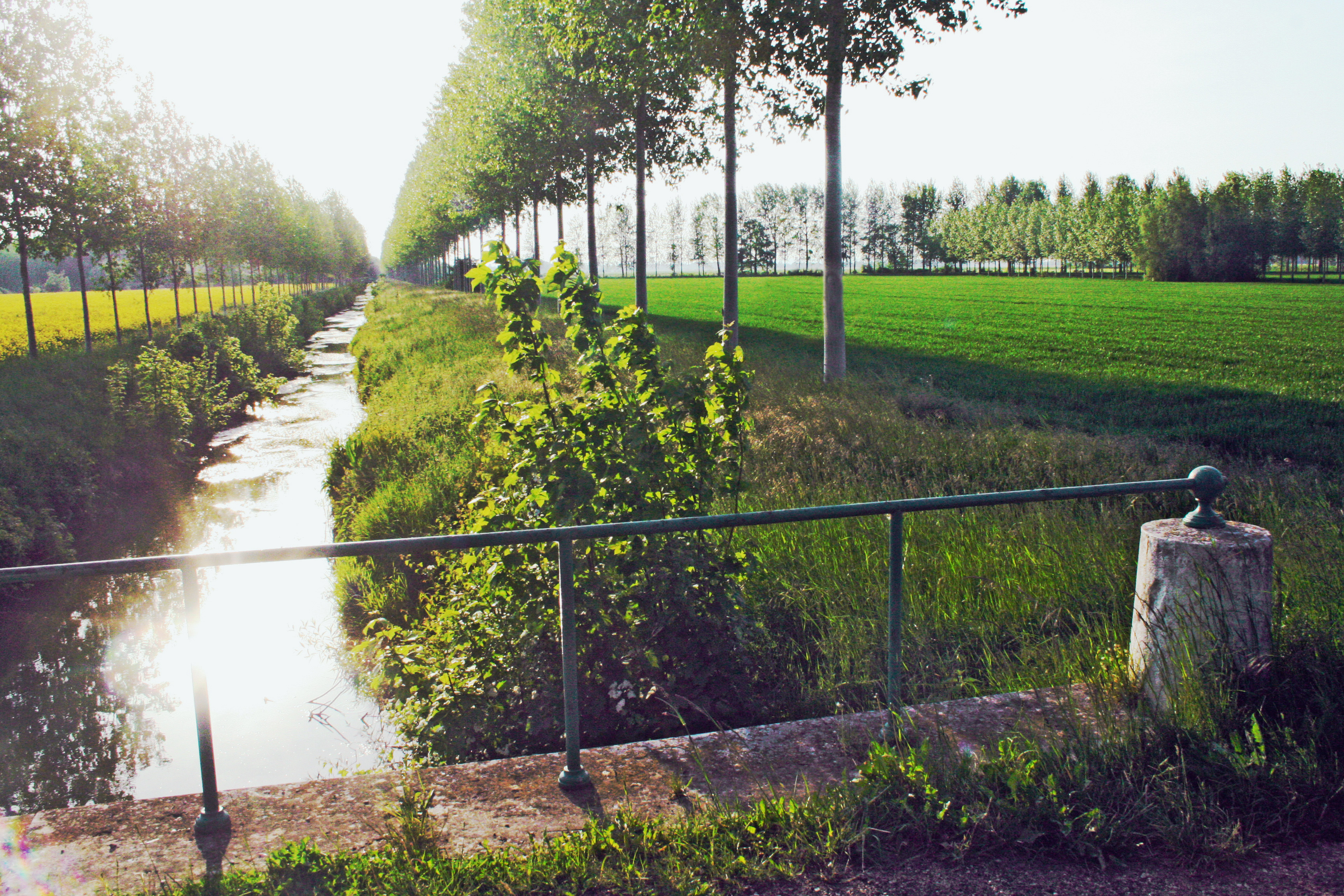
Pont sur l'Hozain sur la route de Vaudes à Céres.
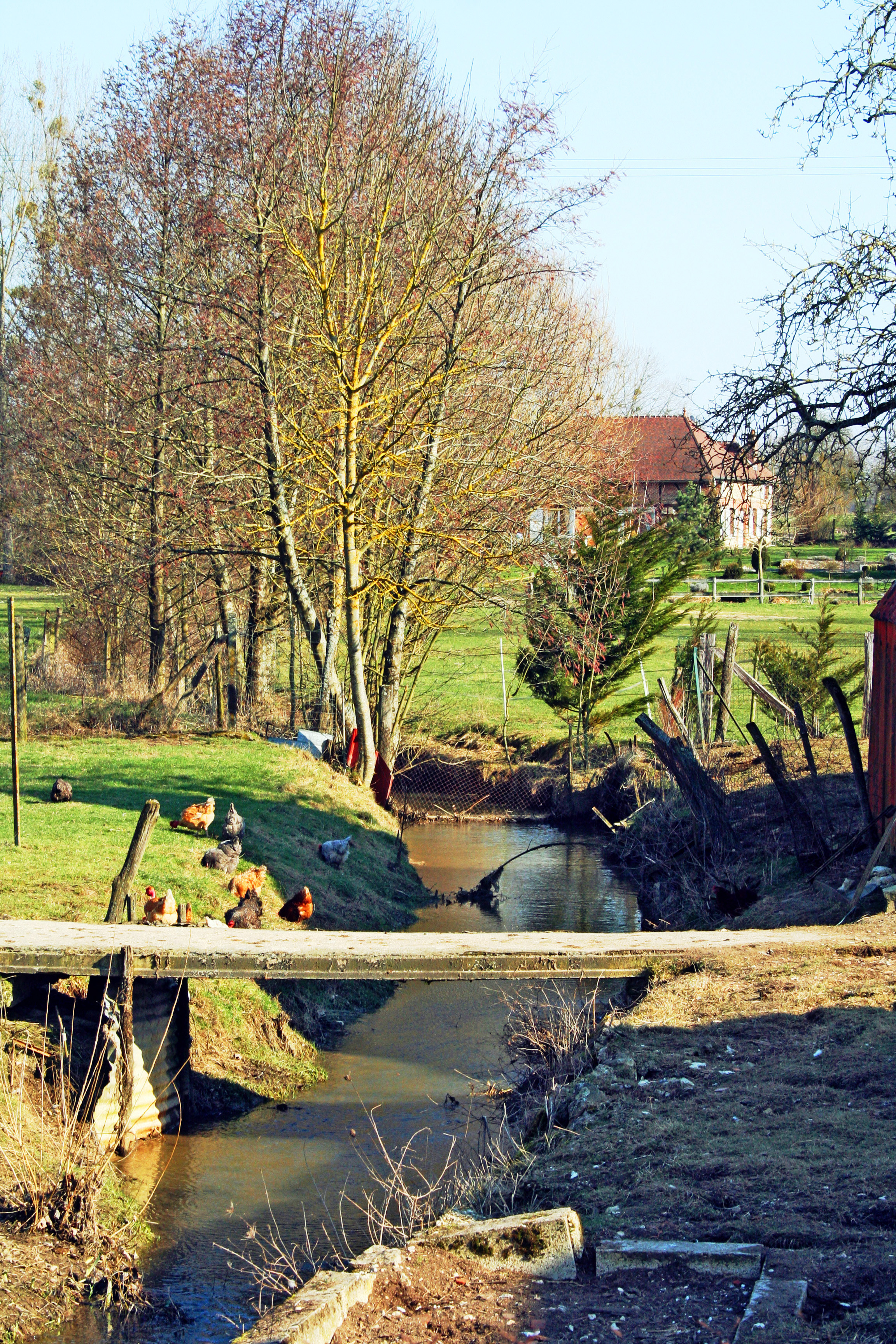
Ru de Vérien, affluent rive gauche de l'Hozain (le Long-du-Bois vers Montceaux-lès-Vaudes).
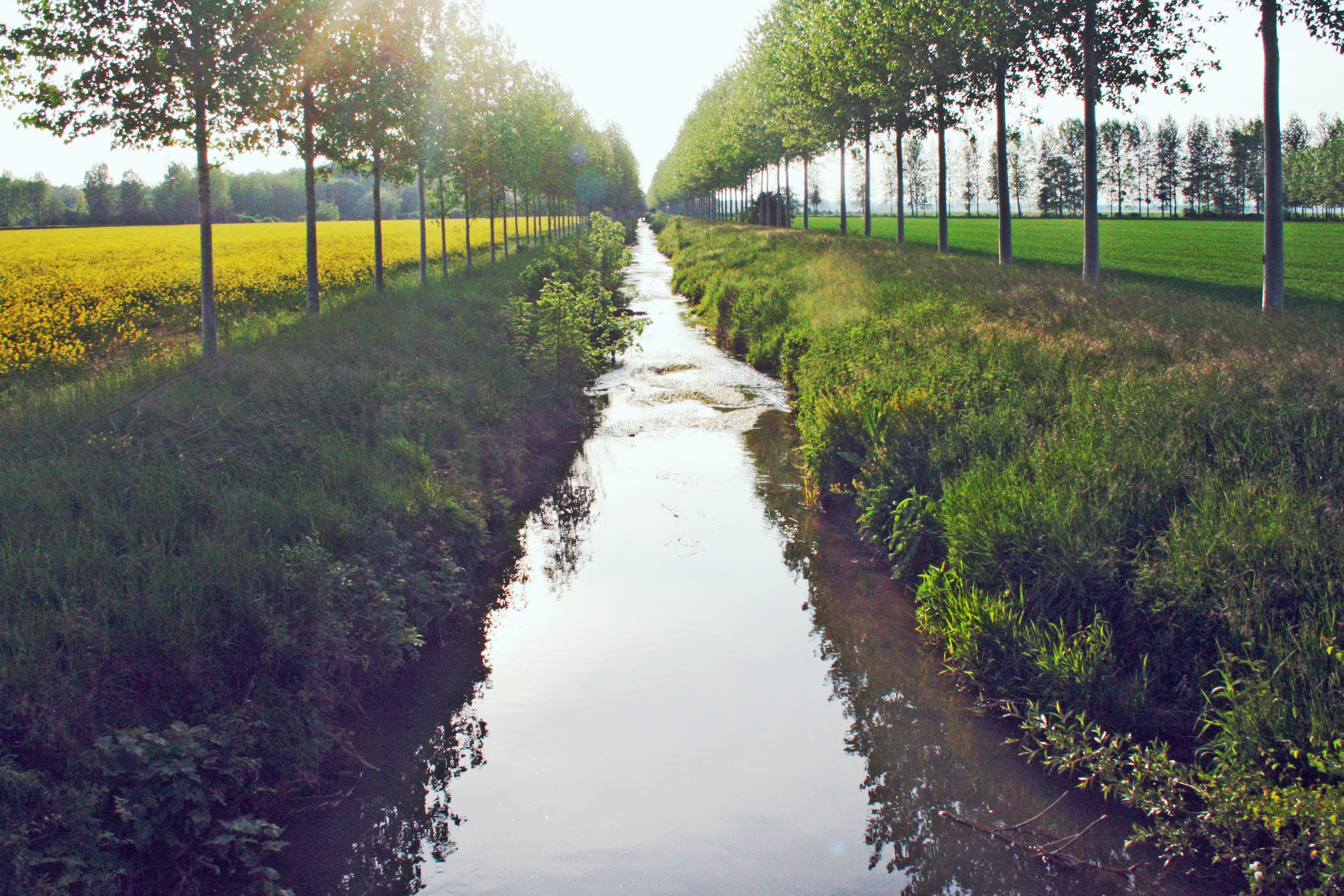
L'Hozain entre Vaudes et Montceaux-lès-Vaudes.

## Hydrologie
L'Hozain est une rivière irrégulière et peu abondante. Son débit a été observé sur une période de 39 ans (1970-2008), à Buchères, localité du département de l'Aube située au niveau de son confluent avec la Seine. Le bassin versant de la rivière y est de 249 km2, soit la totalité de celui-ci.
Le module de la rivière à Buchères est de 1,41 m3/s. En outre, sur une période d'observation de 48 ans (de 1970 à 2017), l'écoulement moyen inter-annuel relevé à la station de Bruchères se révèle avoir augmenté de 0,03 m3/s, passant ainsi à une valeur de 1,440 m3/s. 
L'Hozain présente des fluctuations saisonnières de débit fort marquées, comme très souvent dans l'est du bassin de la Seine, avec des hautes eaux d'hiver-printemps portant le débit mensuel moyen à un niveau situé entre 2,12 et 3,21 m3/s, de décembre à avril inclus (avec un maximum en février), et des basses eaux d'été-automne assez prolongées, de juillet à octobre inclus, avec une baisse du débit moyen mensuel jusqu'à 0,21 m3/s au mois de septembre. Mais ces moyennes mensuelles ne sont que des moyennes et occultent des fluctuations bien plus prononcées sur de courtes périodes, d'autant plus que le débit est variable selon les années.
Aux étiages, le VCN3 peut chuter jusque 0,012 m3/s, ce qui est extrêmement bas, même dans la région.
Les crues peuvent être importantes pour une petite rivière dotée d'un petit bassin. Ainsi le débit instantané maximal enregistré à Buchères a été de 27 m3/s le 27 février 1997, tandis que la valeur journalière maximale était de 25,1 m3/s le même jour. Les QIX 2 et QIX 5 valent respectivement 13 et 20 m3/s Le QIX 10 est de 25 m3/s, le QIX 20 de 29 m3/s et le QIX 50 de 35 m3/s. D'où il ressort que les crues de février 1997, dont mention a été faite, n'étaient pas même d'ordre vicennal, et donc nullement exceptionnelles.
Au total cependant l'Hozain est une rivière peu abondante dans la région. La lame d'eau écoulée dans son bassin versant est de 181 millimètres annuellement, ce qui est nettement moindre que la moyenne d'ensemble de la France (320 millimètres), mais aussi largement inférieur à la moyenne de la totalité du bassin français de la Seine (plus ou moins 240 millimètres). Le débit spécifique (ou Qsp) atteint 5,7 litres par seconde et par kilomètre carré de bassin.

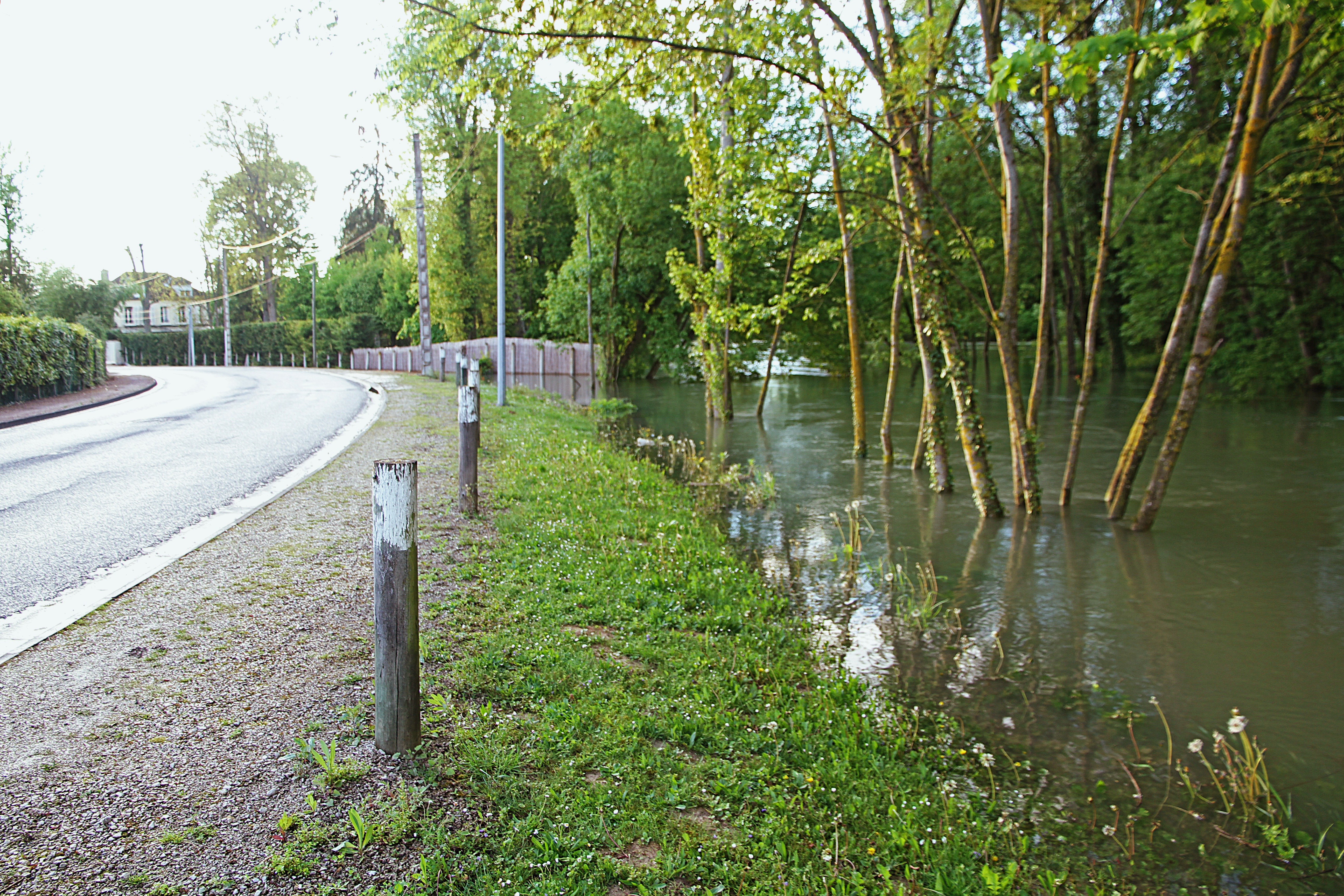
Confluence de la Seine et de l'Hozain...
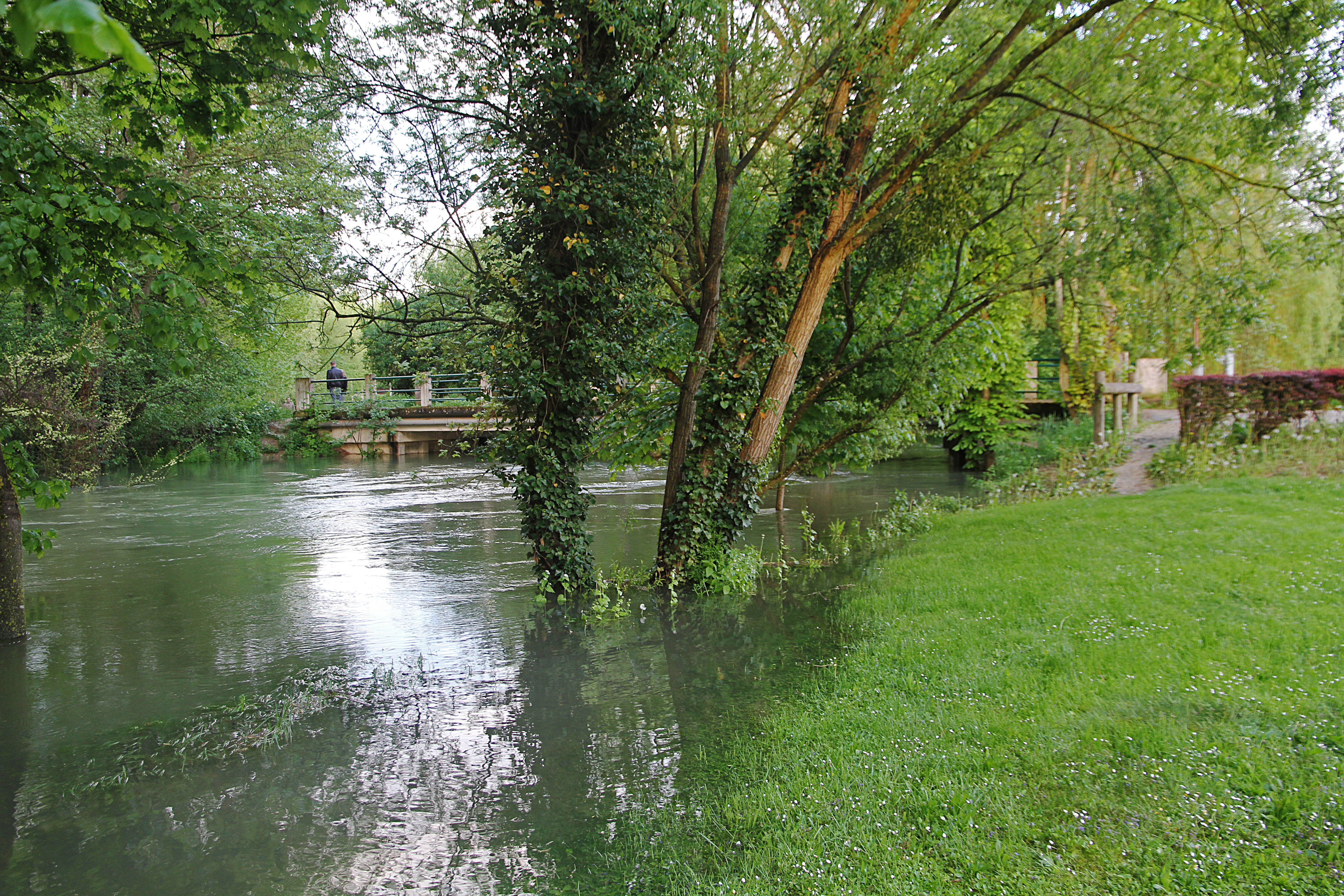
à Villepart (commune de Bréviandes)...
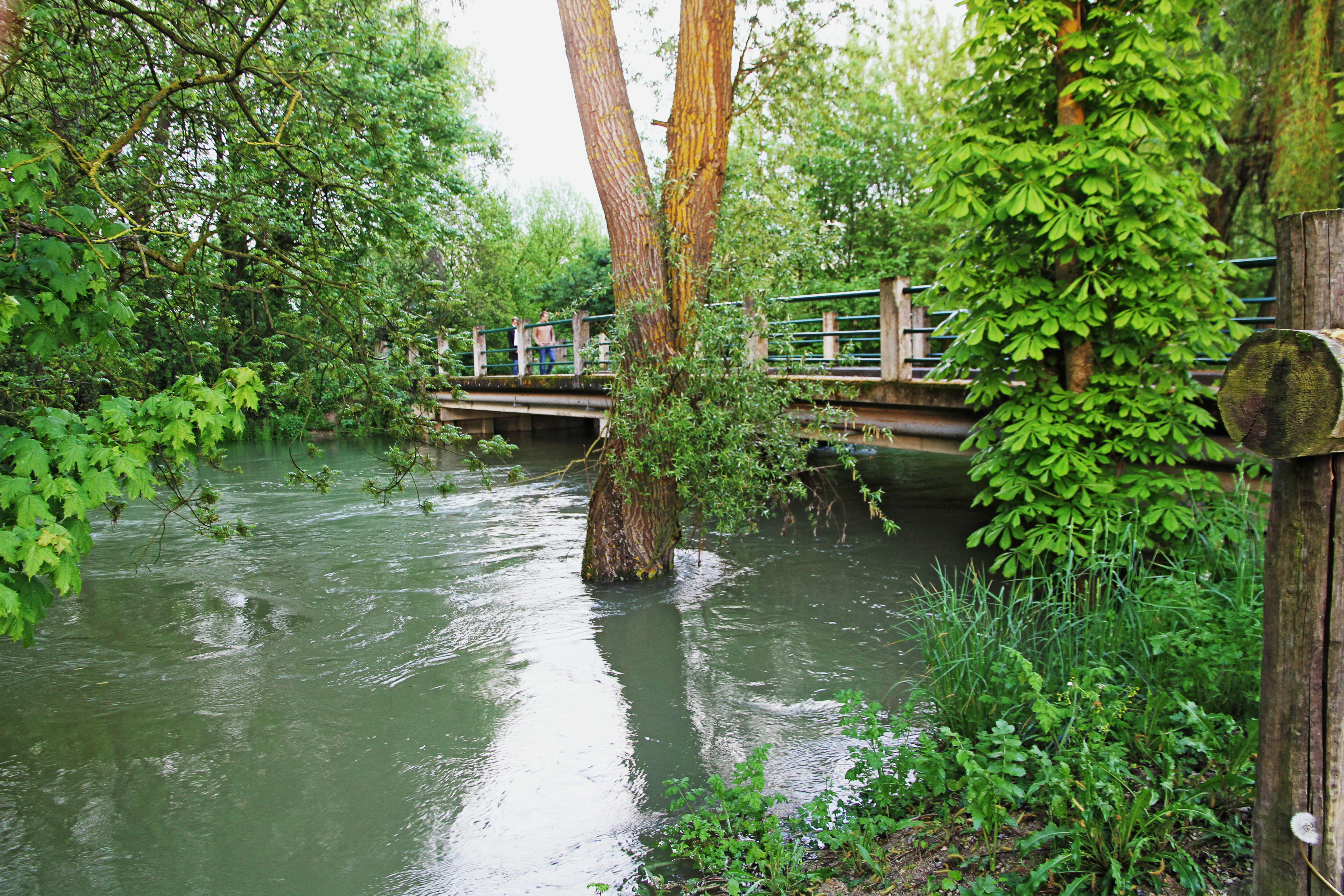
lors des inondations au sud de Troyes en mai 2013.

## Curiosités et tourisme
- Rumilly-lès-Vaudes : l'église Saint-Martin est un petit bijou du début du XVIe siècle  Classé MH (1993) [5]. Manoir des Tourelles également du XVIe siècle  Classé MH (1993) [6].
- Isle-Aumont : Nécropole mérovingienne et carolingienne et église Saint-Pierre  Classé MH (1993) [7]. L'église est partiellement romane du XIIe siècle. Elle possède un remarquable mobilier, dont des sarcophages mérovingiens de plusieurs époques.

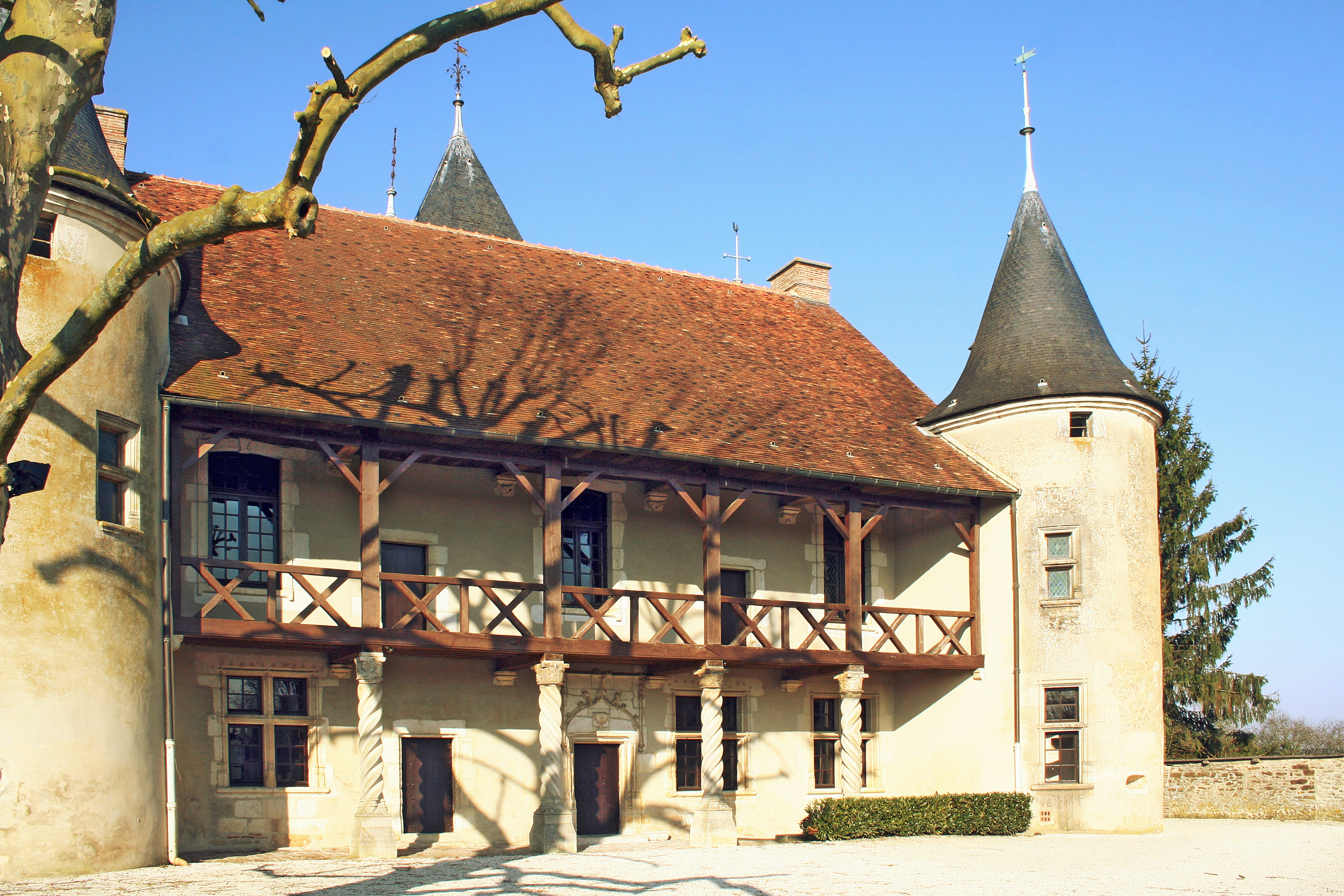
Manoir des Tourelles à Rumilly-lès-Vaudes.
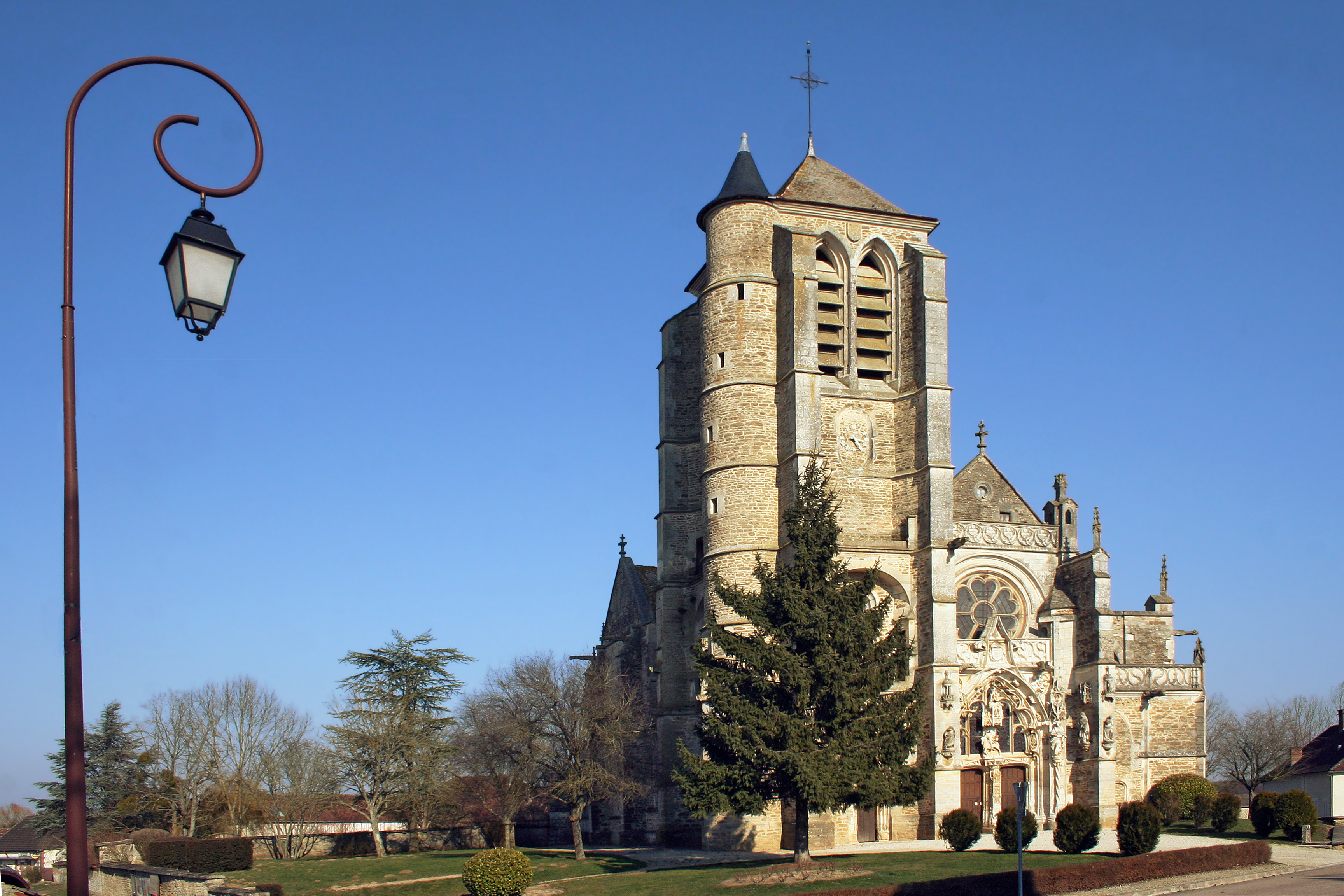
Église Saint-Martin de Rumilly-lès-Vaudes.
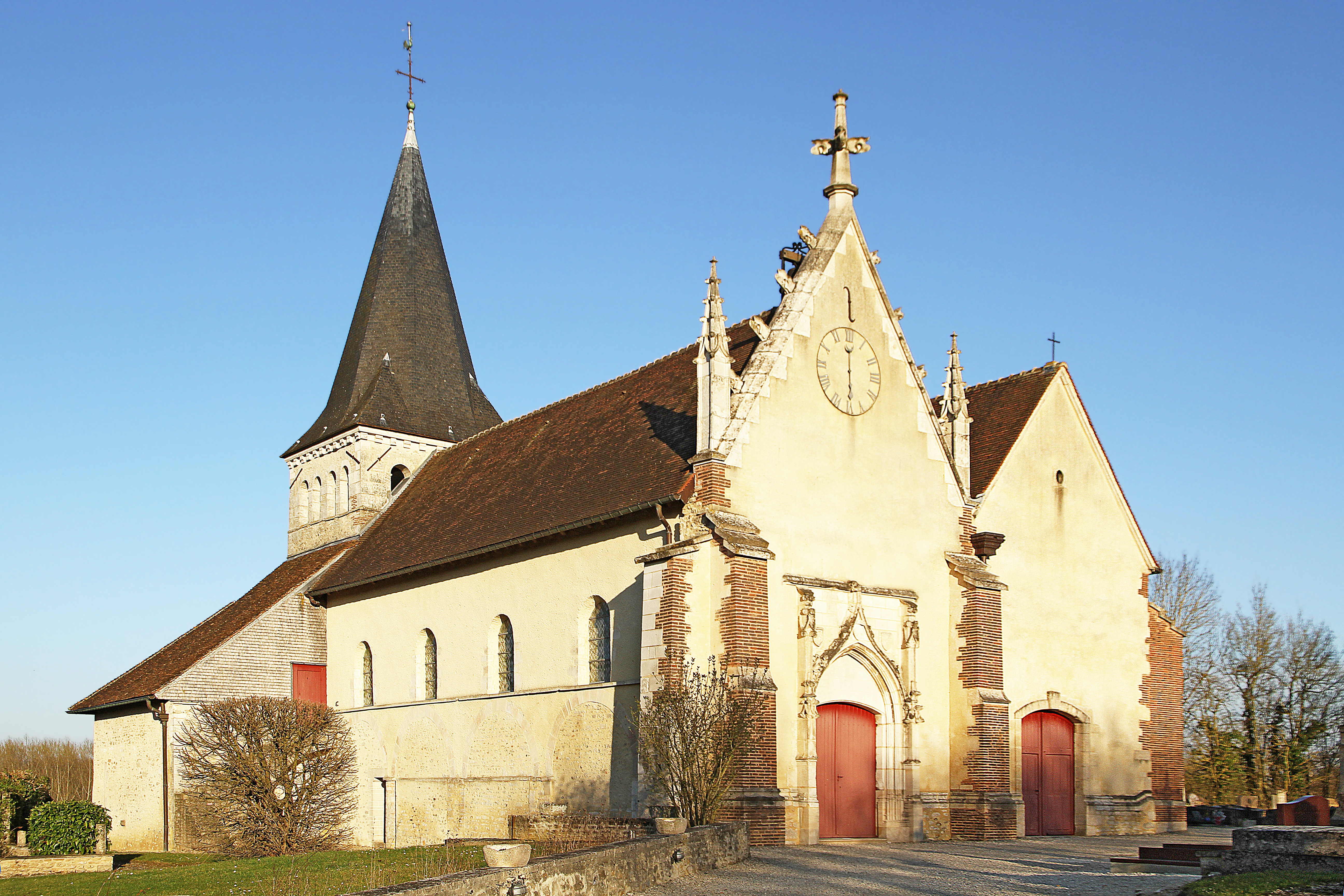
Église Saint-Pierre d'Isle-Aumont.